# Gare de Meuse TGV
Gare de Meuse TGV vasútállomás Franciaországban, Les Trois-Domaines településen.

## Vasútvonalak
Az állomást az alábbi vasútvonalak érintik:
- LGV Est

## Kapcsolódó állomások
A vasútállomáshoz az alábbi állomások vannak a legközelebb:
- Gare de Champagne-Ardenne TGV
- Gare de Lorraine TGV